# Mercadotecnia de atracción
El marketing o mercadotecnia de atracción, también conocido en inglés como inbound marketing, es una técnica de mercadotecnia diseñada para atraer a potenciales clientes ofreciendo información de su interés a través de diversos medios propios del marketing de contenidos (blogs, vídeos, boletines, SEO, redes sociales...), generando así conocimiento de marca e interés en sus productos.    
En lugar de centrarse directamente en la venta como hace el marketing más tradicional (conocido a veces como outbound marketing o como marketing de interrupción), la empresa que realiza el mercadeo de atracción se enfoca en proporcionar información al potencial consumidor, de forma que este tome a dicha empresa por una experta en el tema. Es decir, se consigue un interés en el usuario por la marca de manera indirecta, de forma que es el propio cliente quien busca el producto o empresa y decide interactuar con ella. El mercadeo de atracción es muchas veces comparado con la mercadotecnia relacional, la cual también se basa en la creación de una relación con el potencial consumidor, con la diferencia de que el mercadeo relacional también se utiliza para retención de consumidores ya adquiridos.
Tiene también gran similitud (algunos los consideran sinónimos) con el marketing de permiso, que se basa en proporcionar información comercial solo a aquellos consumidores que hayan  manifestado un interés por recibirla.

## Premisas
Hoy en día, los consumidores están bombardeados de publicidad de miles de marcas en miles de categorías. Cada vez es más difícil para una de estas marcas diferenciarse con una oferta más atractiva. Lo que el mercadeo de atracción propone es que estas marcas o personas dejen de perseguir a sus futuros consumidores como un animal tras una presa. Ahora se propone el colocar otro mensaje en frente de tu prospecto. Un mensaje que ya no esté cargado de ofertas y promociones, pero sí de información que colabore con él para que pueda tomar una mejor decisión.
La idea es que, cuando las marcas ofrecen información de valor a sus consumidores, automáticamente se posicionan como expertas ante ellos, y los consumidores prefieren comprarle a una marca que sabe lo que vende y que enseña a usarlo antes que una marca que solo tiene el interés de vender.

## Funcionamiento
Con respecto a los otros ángulos del mercadeo que están de moda como el marketing de contenidos o el marketing de redes sociales, el inbound marketing abarca la totalidad del proceso de mercadeo-venta, desde el primer contacto del visitante con la marca hasta la compra. Incluyendo así la producción de contenido, las redes sociales, el referenciamiento, el mercadeo por correo electrónico y el seguimiento analítico.
La metodología del inbound marketing aplicada a empresas y/o organismos tanto oficiales como no oficiales tiene como objetivo final la conversión manteniendo la misma en tiempo y estableciendo relaciones beneficiosas para todos los integrantes del marketing online siendo las cuatro etapas referidas de atracción, captación, conversión y fidelización, aunque algunos lo resumen en tres eliminando la etapa de entusiasmar. 
Esto puede explicarse porque el apartado de fidelización puede estar especialmente recomendado para los procesos postventa en Cada etapa cuenta con un conjunto de acciones que varían en función de los autores.

### Fases de la mercadotecnia de atracción
La base del inbound marketing se centra en ofrecer al cliente una solución concreta en cada una de las etapas del embudo de marketing, diferenciándose en la parte de superior del embudo en inglés TOFU (top of the funnel), central en inglés MOFU (middle of the funnel) e inferior en inglés BOFU (bottom of the funnel), y se basa en una metodología de cuatro etapas.

#### 1.- Atracción
Atraer tráfico cualificado al recurso web destino. Generando tráfico gracias al uso combinado de la redacción de contenido de calidad: infografías, videos, libros electrónicos, blogging; SEO: optimización de las palabras claves para los motores de búsqueda; SEM: publicidad en las distintas redes de concentración de búsquedas y tráfico masivo; y el uso mixto de las diferentes redes sociales: Facebook, LinkedIn, Twitter, Youtube, etc.
El SEO aquí es una parte esencial para lograr visitantes cualificados que generen tráfico potencial para alimentar todo el sistema de Inbound Marketing en la web, al ser un tráfico que demanda información.

#### 2.- Captación
Captación de los contactos (leads) por medio de elementos de captación, como las llamadas a la acción o call-to-action (CTA), la publicación de ofertas, elaboración de landing pages con formularios de recogida de datos, y elementos en los canales sociales.

#### 3.- Conversión
Conversión en clientes. El cultivo de los prospectos o contactos, aplicando técnicas de Social CRM, lead scoring y nurturing junto a software de automatización de los flujos de información y actividad, permitirán ofrecer al cliente el producto o servicio más adecuado en el momento preciso. 
La conversión es una de claves principales de cualquier proceso de Inbound Marketing, sirviendo como elemento catalizador en cada una de las fases de este proceso y pudiendo establecerse diferentes objetivos dependiendo de si hablamos de TOFU, MOFU o BOFU.

#### 4.- Fidelización
Proceso en el que se desarrollan acciones fundamentalmente de lead nurturing y email marketing para garantizar compra repetitiva, valor de marca y branding, con encuestas personalizadas, monitorización y RSS

#### 5.- Análisis resultados
Revisión que se realiza una vez que se obtienen los resultados de los pasos anteriores, ya que el proceso actúa como un bucle, es repetitivo y mejorable, por lo que se debe buscar optimizar su flujo en el tiempo.«¿Qué es una agencia de inbound marketing?». </ref>
Todo este proceso viene acompañado del estudio de los datos mediante herramientas de analítica web y estudio de los comportamientos del usuario. Analizando el proceso de comercialización con el fin de mejorar la oferta gracias a herramientas como Google Analytics que te permiten conocer el comportamiento de los visitantes, lo que redunda en la generación de beneficios.
Para poner en marcha la metodología del trabajo, es importante contar con los siguientes profesionales, que se mencionara a continuación: 
- un analista en marketing digital, que será el líder del proyecto
- un social media manager
- un periodista y editor
- un programador
- un experto en SEO y SEM.

Estos son los profesionales que se debe tener en cuenta en el momento de hacer un trabajo por medio del inbound marketing ya que esto les ayudara mucho al momento de dirigir una estrategia de la empresa.

## La importancia de los prospectos ideales o buyer persona
Un buyer persona o prospecto ideal es un perfil modelo de un cliente deseado, basado en datos objetivos de clientes y prospectos reales. Generar perfiles de buyer persona permite segmentar una audiencia y conocerla mejor, por lo que se trata de un aspecto esencial en cualquier estrategia de marketing digital. El inbound marketing utiliza los perfiles de buyer persona para crear contenido ajustado a los intereses y necesidades de sus clientes ideales.

El buyer persona, o perfil del cliente ideal es un concepto indispensable en cualquier estrategia de marketing, no importa si es outbound o  inbound , aunque parezca algo sin mucho sentido, tener muy claro el perfil te ayudará a tener la siguiente información:
- ¿Quién es?
- ¿Qué hace?
- ¿Cómo podemos ayudarlo?

El proceso de generar prospecto ideal, customer céntrico y buyer persona son algunos términos conocidos como la fórmula para encontrar  el cliente ideal para un segmento, mediante esta fórmula serás capaz de identificar sus problemas, dónde encontrarlo y la forma ideal de atraerlo, al tener esos elementos totalmente trabajados es posible hacer un marketing de calidad enfocado en el usuario.

## Historia y desarrollo
El término en inglés inbound marketing -que se traduce como 'marketing de atracción- fue concebido por Brian Halligan, presidente de la empresa norteamericana Hubspot, en el año 2005. Él mismo publicó un libro sobre el tema junto con Dharmesh Shah en el año 2009, y lanzó la Inbound Marketing University, que ofrece un certificado online en 'Inbound Marketing' o 'Marketing de Atracción'.

## Aplicación
El inbound marketing puede aplicarse tanto a webs informativas cuyo objetivo es mostrar contenido en una de las dos primeras fases del inbound como a tiendas online, situadas sobre todo en la tercera fase. Para la cuarta fase de fidelización ambos objetivos concuerdan en la generación de nuevas oportunidades de venta.
Existe también un tratamiento especial para los leads que son generados a través del de inbound marketing, mediante una nueva metodología llamada inbound sales. Ésta busca un acercamiento diferenciado para cada lead que permita un mejor cierre comercial, a partir de la clasificación y calificación de las oportunidades de venta y el uso de herramientas tecnológicas como el CRM.